# 栗川砖塔

栗川砖塔，又名栗川白塔，為北宋淳化年間所建白塔寺之佛塔，位于中国甘肃省徽县栗川乡郇庄村，是一个全国重点文物保护单位，类型为宋代建筑，道光年間重修時為八方十二級，高約六丈廣一丈五尺，光緒五年地震只存九級。